# 欧库西产业 (国际) 经济特区
欧库西产业 (国际) 经济特区 (英語：Oecusse Industrial (International) Special Economic Zone)，葡萄牙語：) 位于东帝汶欧库西。地方政府旨在将此区域发展成为一个集娱乐和数字经济于一体的综合区域。
该特别经济区根据东帝汶2017年特别经济区法案运作，法案提供税收优惠，包括十年的企业税优惠和简化的外国投资程序。

## 计划
该区域定位为多功能经济中心，结合离岸金融服务、数字产业和大规模旅游基础设施。正在开发的关键项目包括五星级度假村、国际会议中心及配套商业设施。政府在报告中指出吸引在线娱乐运营商和虚拟体育平台，力图将该地区建设成全球数字娱乐产业的中心。

## 基础设施与经济
交通连接尚有限，目前主要依靠直升机服务和升级的印尼边境道路。已宣布国际机场的计划，但尚未实现。能源供应目前依赖于从印尼的跨境进口，尽管正在考虑独立发电项目。
政府已将国际离岸在线娱乐合法化，将在线娱乐纳入立法。赌场运营许可证和在线游戏许可证已在新的监管框架下正式批准。

## 批评与挑战
环保组织对沿海填海项目的生态影响提出关切，特别是关于珊瑚礁破坏的问题。